# المغیر، حماة
المغیر (به عربی: المغیر) یک روستا در سوریه است که در ناحیه کرناز واقع شده‌است. المغیر ۱٬۴۹۱ نفر جمعیت دارد.